# Masatsune Ogura
Pour les articles homonymes, voir Ogura.
Masatsune Ogura (小倉 正恆, Ogura Masatsune), 22 mars 1875 – 20 novembre 1961, est un homme politique et homme d'affaires japonais. En 1930, il est nommé président du groupe Sumitomo. Durant don mandat en tant que président, la société se transforme en zaibatsu. Il est crédité de la modernisation du management du groupe. En 1941 il est nommé ministre des Finances dans le 3e cabinet de Fumimaro Konoe, fonction qu'il occupe entre le 18 juillet 1941 et le 18 octobre 1941.
Lors de l'Occupation du Japon par les forces américaines, il fait partie des personnalités politiques visées par la purge du personnel politique et économique.